# Marie Mejzlíková
 Marie Mejzlíková (later Marie Majerová) (Praag, 13 december 1903 - augustus 1994) was een Tsjecho-Slowaakse atlete, die uitkwam op de onderdelen verspringen en sprint. Ze nam eenmaal deel aan de wereldspelen voor vrouwen en won hierbij een gouden en een zilveren medaille. Zij vestigde ook de allereerste officiële, door de IAAF erkende wereldrecords bij het verspringen en op de 4 × 100 m estafette.

## Loopbaan
Marie Mejzlíková II (niet te verwarren met haar één jaar oudere, eveneens sprintende landgenote met dezelfde naam, waardoor het tweetal hier als respectievelijk Marie Mejzlíková I en Marie Mejzlíková II wordt aangeduid), werd de eerste internationale kampioene op de sprint door op de eerste Wereldspelen voor Vrouwen op 20 augustus 1922 in Parijs op de 60 m in 7,6 s de gouden medaille te veroveren. Op de 100 yd werd ze bij diezelfde Spelen tweede achter de Britse Nora Callebout.
Eerder in datzelfde jaar, op 21 mei bij wedstrijden in Parijs, had zij op de 4 × 100 m estafette, samen met haar naamgenote Marie Mejzlíková I, Marie Bakovská en Marie Jirásková, met 53,2 s het eerste officiële wereldrecord op dit onderdeel gevestigd, waarna zij op 6 augustus in Praag naar 5,16 m was gesprongen, eveneens het eerste officieel geregistreerde wereldrecord.
Na de Vrouwenspelen verbeterde zij aan het eind van het seizoen in Praag deze laatste prestatie en stelde zij dit record bij tot 5,30 m. Dit hield drie jaar stand.

## Persoonlijke records
| Onderdeel   | Prestatie    | Datum             | Plaats |
| ----------- | ------------ | ----------------- | ------ |
| 100 m       | 12,8         | 13 mei 1923       | Praag  |
| verspringen | 5,30 (ex-WR) | 23 september 1923 | Praag  |

## Palmares

### 60 m
- 1922:  Wereldspelen voor Vrouwen te Parijs – 7,6 s

### 100 yd
- 1922:  Wereldspelen voor Vrouwen te Parijs – onbekende tijd